# Campionati mondiali di pentathlon moderno 2003
I campionati mondiali di pentathlon moderno 2003 si sono svolti a Pesaro, in Italia, dove si sono disputate le gare maschili e femminili, individuali ed a squadre.

## Risultati

### Maschili
| Evento              | Oro                                              | Argento                                                  | Bronzo                                                          |
| Individuale         | Eric Walther                                     | Erik Johansson                                           | Michal Michalík                                                 |
| A squadre           | Ungheria Viktor Horváth Ákos Kállai Gábor Balogh | Germania Sebastian Dietz Steffen Gebhardt Eric Walther   | Rep. Ceca Michal Michalík Michal Sedlecký Libor Capalini        |
| Staffetta a squadre | Ungheria Gábor Balogh Viktor Horváth Ákos Kállai | Russia Dmitrij Galkin Rustem Sabirchuzin Aleksej Savikov | Bielorussia Aleksandr Bysov Dzmitryj Meljach Michail Prakapenka |

### Femminili
| Evento              | Oro                                                  | Argento                                                  | Bronzo                                                           |
| Individuale         | Zsuzsanna Vörös                                      | Olesja Veličko                                           | Kate Allenby                                                     |
| A squadre           | Regno Unito Sian Lewis Kate Allenby Georgina Harland | Russia Tat'jana Muratova Olesja Veličko Marina Kolonina  | Ungheria Csilla Füri Zsuzsanna Vörös Bea Simóka                  |
| Staffetta a squadre | Ungheria Csilla Füri Bea Simóka Zsuzsanna Vörös      | Russia Marina Kolonina Olesja Veličko Viktorija Zaborova | Rep. Ceca Lucie Grolichová Alexandra Kalinovská Olga Voženílková |

## Medagliere
| Posizione | Paese       |   |   |   | Totale |
| --------- | ----------- | - | - | - | ------ |
| 1         | Ungheria    | 4 | 0 | 1 | 5      |
| 2         | Germania    | 1 | 1 | 0 | 2      |
| 3         | Regno Unito | 1 | 0 | 1 | 2      |
| 4         | Russia      | 0 | 4 | 0 | 4      |
| 5         | Svezia      | 0 | 1 | 0 | 1      |
| 6         | Rep. Ceca   | 0 | 0 | 3 | 3      |
| 7         | Bielorussia | 0 | 0 | 1 | 1      |
| Totale    | Totale      | 6 | 6 | 6 | 18     |